# Mangelia toreumata
Mangelia toreumata é uma espécie de gastrópode do gênero Mangelia, pertencente a família Mangeliidae.